# Michael Colin Foale
Michael Colin Foale dr. (Louth, Lincolnshire, 1957. január 6. –) angol/amerikai asztrofizikus, űrhajós, amerikai állampolgár.

## Életpálya
1982-ben az University of Cambridge intézetben szerzett doktori diplomát, laboratóriumi asztrofizikából. Rendelkezik pilóta szakszolgálati engedéllyel (motoros repülőgép, helikopter). Amerikába költözve a McDonnell Douglas Aircraft Corporation keretében az űrsikló navigációs problémakörével foglalkozott. 1983-tól a Lyndon B. Johnson Űrközpontban felelőse volt a kutatási, kísérleti feladatok összeállításában, illetve műholdak pályára állításában.
1987. június 5-től részesült űrhajóskiképzésben a Lyndon B. Johnson Űrközpontban, valamint a Jurij Gagarin Űrhajóskiképző Központban. Az első angol állampolgár aki a világűrbe jutott. Az első amerikai űrhajós, aki a legtöbb időt töltötte a világűrben (Mir, ISS). Hat űrszolgálata alatt összesen 373 napot, 18 órát és 18 percet töltött a világűrben. Négy űrséta (kutatás, szerelés) alatt összesen 22 órát és 44 percet töltött az űrrepülőgépen/űrállomáson kívül. A NASA houstoni központjában felelős a Szojuz űrhajók és a Nemzetközi Űrállomáson végrehajtandó műveletekért, valamint az űrruha fejlesztéséért. Űrhajós pályafutását 2013 augusztusában fejezte be, hogy építsen egy elektromos repülőgépet.

## Űrrepülések
- STS–45 az Atlantis űrrepülőgép 11. repülésén rakományfelelős. Fő feladata volt, hogy tanulmányozza a légkör és a napenergia kölcsönhatásait. Első űrszolgálata alatt összesen 8 napot, 22 órát és 9 percet töltött a világűrben.
- STS–56 a Discovery űrrepülőgép 16. repülésén rakományfelelős. Műholdat állítottak pályára (ATLAS–2 légkörkutató, valamint a SPARTAN–201 platformot), a platformot befogták és visszahozták a Földre. Második űrszolgálata alatt összesen 9 napot, 6 órát és 8 percet töltött a világűrben.
- STS–63 a Discovery űrrepülőgép rakományfelelőse. Az első űrrandevú a Mir-űrállomással. Harmadik űrszolgálata alatt összesen 8 napot, 6 órát és 28 percet töltött a világűrben. Első űrsétája (kutatás, szerelés) alatt 4 órát és 39 percet töltött az űrállomáson kívül. Kívül. Pályára állította a 2800 kilogrammos Spartan műholdat.
- STS–84 az Atlantis űrrepülőgép rakományfelelőse, speciális kutató. Negyedik űrszolgálata alatt a Mir űrállomáson a 23. legénység tagjaként összesen 144 napot, 13 órát és 48 percet töltött a világűrben. Második űrséta alatt 6 órás munkával az előzetesen bekövetkezett ütközés nyomait segített helyreállítani. STS–86, az Atlantis űrrepülőgép fedélzetén tért vissza bázisára.
- STS–103 rakományfelelős, speciális kutató. Ötödik űrszolgálata alatt a Mir űrállomáson összesen 7 napot, 23 órát és 11 percet töltött a világűrben. Hubble űrtávcső elemeinek javításán, a harmadik űrsétán (szerelés) végzett egy 8 óra és 10 perces munkát végzett.
- Szojuz TMA–3 fedélzeti mérnök/ISS űrállomás parancsnok. Ötödik űrszolgálata alatt a Mir űrállomáson összesen 194 napot, 18 órát és 34 percet töltött a világűrben. Negyedik űrsétáján (kutatás, szerelés) 3 óra és 55 percet töltött az ISS fedélzetén kívül.

### Tartalék személyzet
- STS–81 az Atlantis űrrepülőgép rakományfelelőse, speciális kutató.
- Szojuz TMA–2 fedélzeti mérnöke